# Fort pancerny główny 49 ¼ „Grębałów”
Fort 49 ¼ Grębałów – jeden z fortów Twierdzy Kraków. Powstał w latach 1897–1899. Jego projektantem był Maurycy Brunner.
Fort brał udział w walkach I wojny światowej, w czasie tak zwanej pierwszej bitwy o Kraków.
W latach 1919–1939 fort był elementem tak zwanego Obozu Warownego Kraków.
Podczas II wojny światowej wykorzystywany przez Wehrmacht, jako magazyn.
W 1988 roku fort przejęło Ognisko Towarzystwa Krzewienia Kultury Fizycznej Przyjaciel Konika (organizacja non-profit mająca status OPP), prowadzące działalność skierowaną głównie do dzieci i młodzieży: rekreacja konna, rehabilitacja konna dzieci niepełnosprawnych – hipoterapia oraz upowszechnianie dziedzictwa historycznego i przyrodniczego poprzez odpowiednie zarządzanie fortem 49 1/4 „Grębałów”. Obecnie w odrestaurowanym tradytorze fortu mieści się ekspozycja dydaktyczna oraz sala szkoleniowa. Zwiedzanie fortu jest możliwe w godzinach otwarcia obiektu.
Fort 49 ¼ Grębałów sąsiaduje z cmentarzem Grębałów oraz z pętlą tramwajową „Wzgórza Krzesławickie”. Wjazd od ul. Kocmyrzowskiej przy pętli tramwajowej.

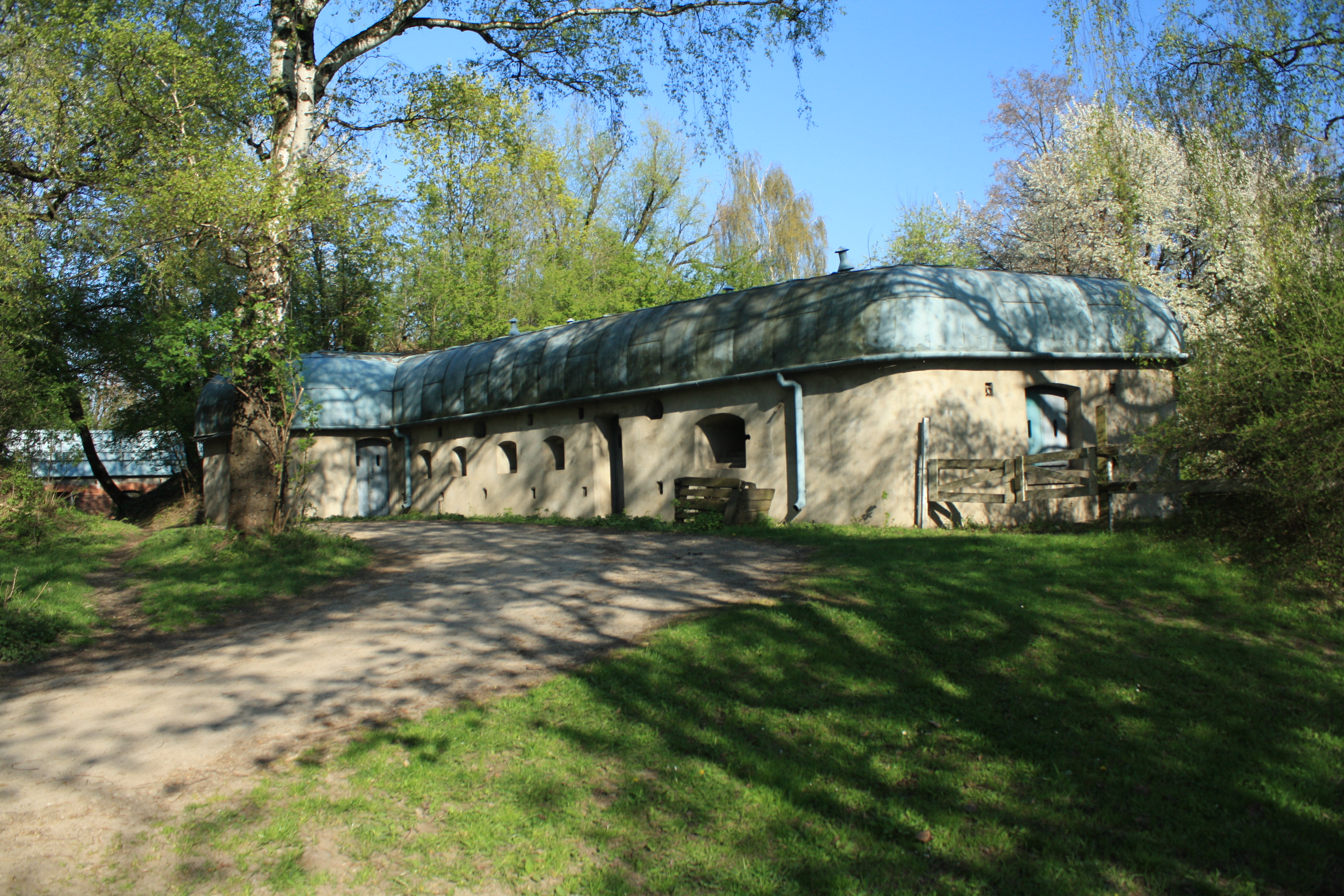

## Wyposażenie
Oryginalnej konstrukcji tradytor składający się z czterech stanowisk strzelniczych zabezpieczających wejście od frontu. Kazamaty pancerne umożliwiały flankowanie przeciwnika od strony wschodniej. Kaponiera grodzona w naturalnym, przeprofilowanym jarze, która tworzyła ogniową przegrodę blokującą jar. Dach kaponiery był broniony drutem kolczastym, a przejście do samej konstrukcji prowadziło podziemną poterną. Obecnie nie istnieją już asymetrycznie rozstawione, 4 obrotowe wieże pancerne i wieża obserwacyjna; pozostały po nich zaślepione otwory, przykryte blaszaną rekonstrukcją.

## Uzbrojenie
4 armaty M.94 8 cm (kaliber 76,45 mm) w wieżach pancernych koszar, 4 armaty do strzelnic minimalnych 8 cm na lawecie M.94 w kazamatach pancernych tradytora oraz około 17 karabinów maszynowych; obronę bliską zabezpieczała galeria strzelecka dla piechoty. W skład załogi wchodziło 5 oficerów (w tym lekarz) oraz 184 żołnierzy.

## Historia
W latach 1918–1919, działa Fortu posłużyły do uzbrojenia polskich pociągów pancernych wyruszających na front ukraiński. Od 1919 do 1939 roku Fort był elementem tzw. Obozu Warownego Kraków. Podczas II wojny światowej wykorzystywany był jako magazyn Wehrmachtu, w roku 1944 włączony przez Niemców do systemu otaczającego Kraków tzw. linii Henryka. Od 1998 roku Fort ma właściciela: Ognisko TKKF Przyjaciel Konika; propaguje prowadzoną tu szkółkę jeździecką dla dzieci i młodzieży.